# 베르너 증후군
베르너 증후군(Werner syndrome)은 일반 사람보다 몇 배의 속도로 나이가 드는 '조기노화증'(早期老化症)의 하나이다. 한국에서는 조로증(早老症)으로 많이 알려져 있다.
1904년 독일의 안과 의사인 오토 베르너가 발견하여 그의 이름을 따 '베르너 증후군'이라고 칭하였다.
베르너 증후군은 일본인에게 눈에 띄게 많다. 이 증상을 장기간 진단해온 도쿄도립 오오츠카 병원의 고토 마코토(後藤眞) 박사에 따르면 베르너 증후군의 임상보고는 전 세계 약 1200가지 예시 중 일본인의 비율이 약 80%를 차지하고 있다고 한다. 일본인의 경우, 100만 명 중 30명이 베르너 증후군인 셈이다.
베르너 증후군이 일본인에게서 많이 나타나는 이유 중 하나는 일본 의사들 사이에 베르너 증후군이 잘 알려져 있기 때문이며 (미국의 경우, 알지 못하는 의사가 많아서 베르너 증후군이라고 진단을 내리지 못했던 예가 다수 있다.) 그 외에 일본인의 조상 중에 이 유전자 변이를 가진 사람이 다른 지역보다 많이 존재했기 때문이라는 가설도 있다.
평균 수명은 40~50세로 주 사망 요인은 동맥경화성 합병증(심근경색, 뇌졸중) 또는 악성 종양이다. 자연노화시 나타나는 치매나 고혈압, 전립선 비대 등은 나타나지 않고 사망시의 뇌나 심장은 건강한 상태 그대로 유지하고 있다.

## 증상
- 성장지연
- 회색 머리카락이나 흰색 머리카락
- 탈모
- 피부주름
- 시력의 저하
- 생식기능의 저하
- 근육과 지방조직, 뼈의 위축
- 각종 암[2] 및 백내장, 당뇨, 골다공증, 불임, 동맥경화가 되는 경우가 많다.

## 원인
약 90% 정도가 WRN이라는 유전자의 변형에 의하여 나타난다. WRN 유전자는 인간의 염색체 8번에 존재하며 WRNp 단백질을 만들어내며 이것은 RecQ의 헬리카아제에 해당하게 된다.
RecQ의 헬리카아제는 DNA의 안전성 유지에 중요한 역할을 하며, DNA 이중가닥을 풀어 수리와 복제를 하는 역할을 한다.
이것이 소실되게 되면 베르너 증후군을 일으키게 된다.

## 치료
아직 치료법이 알려지지 않은 상태로, 현재 증상을 완화시키는 수준이다.
최근 밝혀진 바로 SB203580는 사이토카인을 억제하는 항염제로 이 약품의 타킷은 p38으로 게놈의 안전성과 정지된 복제분기점을 조정함으로써 베르너 증후군에 신체적 증상 완화에 효과가 있음을 기대하고 있다.

## 같이 보기
- 노인학
- DNA 수선
- 퇴행성 질환
- 유전 질환
- 수명 연장
- 프로제리아
- 생물학적 노화
- 색소성 건피증